# Melanargia quasi-lugens
Melanargia quasi-lugens är en fjärilsart som beskrevs av Charles Oberthür 1909. Melanargia quasi-lugens ingår i släktet Melanargia och familjen praktfjärilar. Inga underarter finns listade i Catalogue of Life.